# Мраморный краб
Мраморный краб (лат. Pachygrapsus marmoratus) — вид крабов, получил своё название из-за характерного рисунка — тёмных волнистых линий на панцире. Другие названия: краб-паук, морской паук. Местное название на юго-восточном побережье Крыма (г. Феодосия, пос. Коктебель, пос. Орджоникидзе, пгт. Партенит) — цыган.

## Описание
Карапакс прямоугольный, слегка шире, чем длинней. Ходильные ноги длинные, обильно покрыты волосками. Мраморный краб питается донными беспозвоночными и органическими остатками. Обычная продолжительность жизни мраморного краба 3 года, редко больше. Ширина карапакса — до 4,3 см при его длине 3,8 см. Самка способна отложить до 87 000 яиц, которые вынашивает под брюшком. Личинка планктонная, проходит 4 стадии зоэа и мегалопу.

## Ареал
Ареал мраморного краба охватывает Чёрное и Средиземное моря, Атлантический океан от Северо-Западного побережья Франции до Азорских островов.
Мраморный краб встречается на побережье Кавказа и Крымского полуострова на небольших глубинах со скальным или каменистым дном. Мраморный краб способен выходить на берег и некоторое время обходиться без воды.
Численность мраморного краба невелика, он занесён в Красную книгу Украины.
Охраняется в крымских природных заповедниках Мыс Мартьян и Карадагском. Значительное количество этих крабов бесконтрольно вылавливается для изготовления кустарных сувениров на продажу туристам.

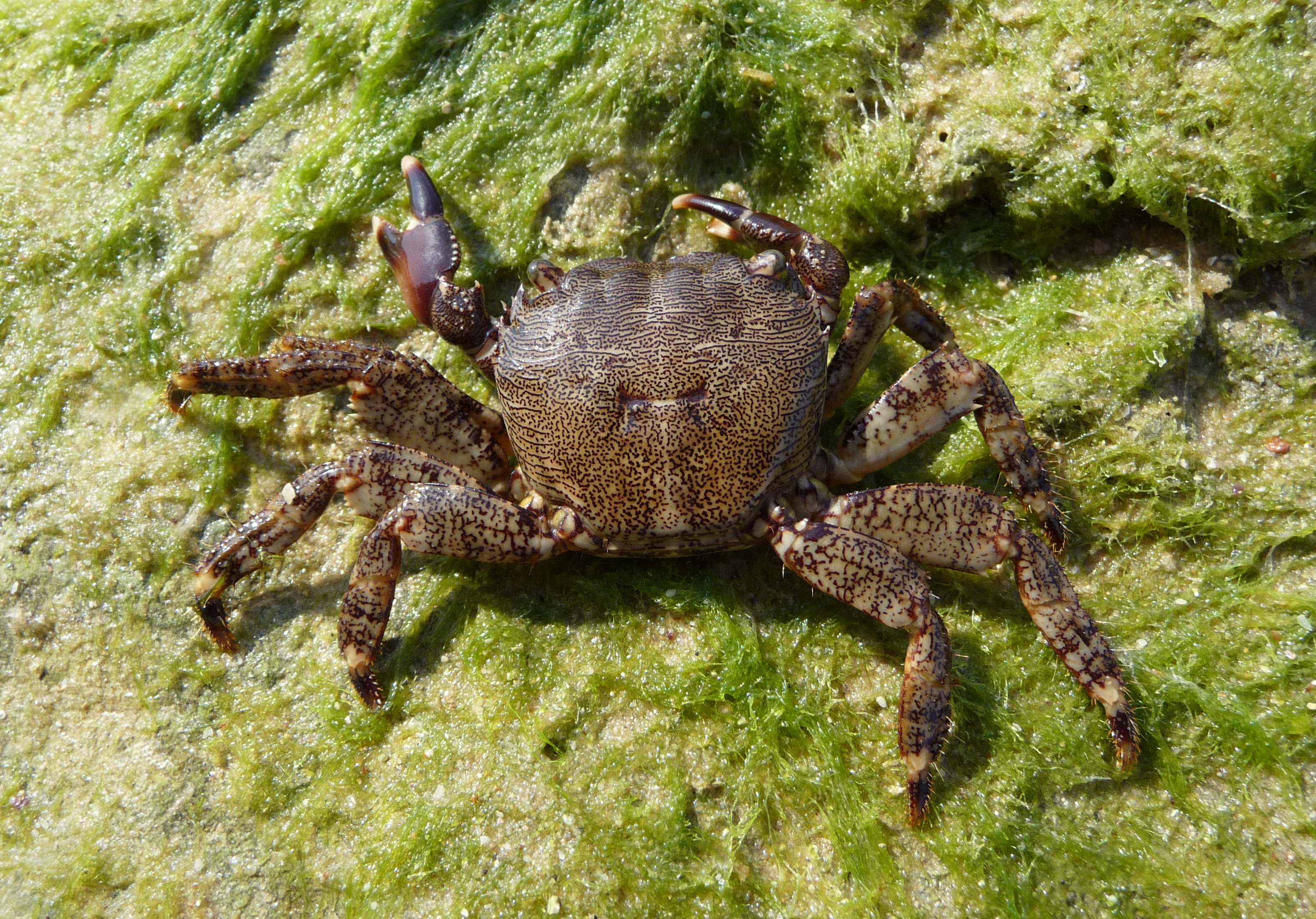
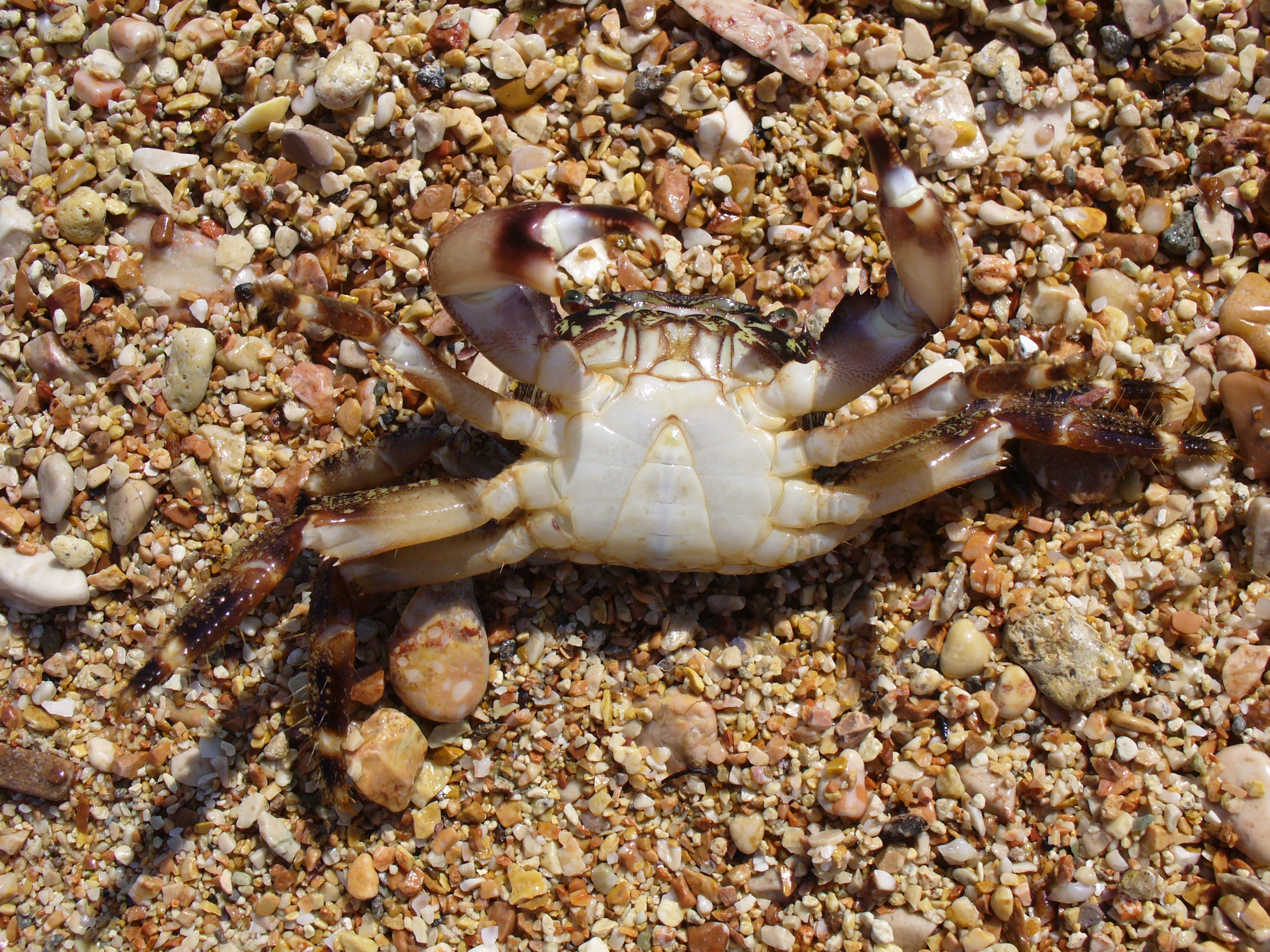
Самец
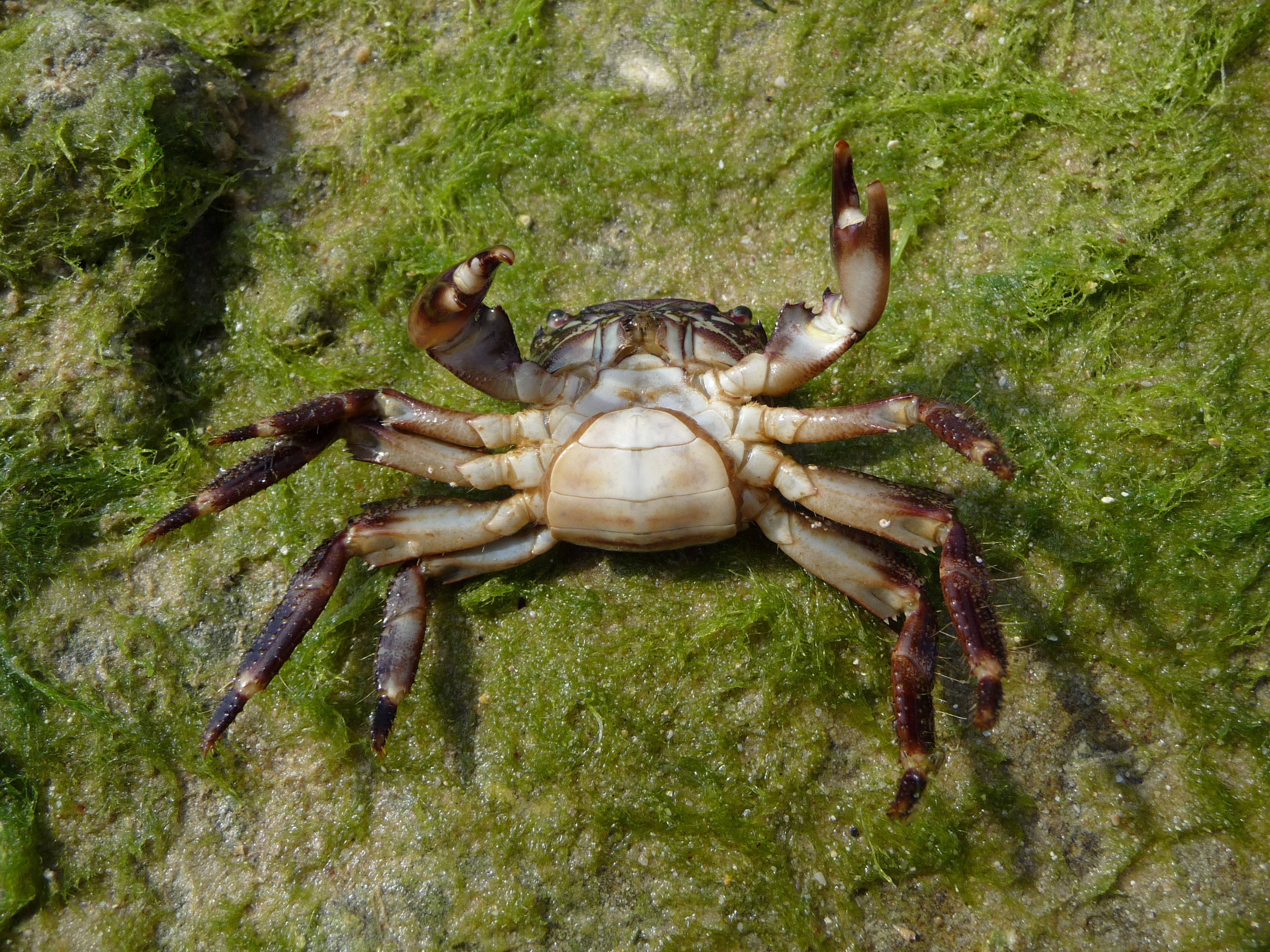
Самка
Мраморный краб под водой

## Замечания по охране
Как исчезающий вид занесён в Красную книгу Украины. Численность в Чёрном море сокращается из-за загрязнения среды обитания и неконтролируемого вылова.